# 東田中 (小牧市)
東田中（ひがしたなか）は、愛知県小牧市の大字である。

## 地理
小牧市の中央部に位置し、東は大字本庄・郷西町、西は小牧原・大字小牧原新田、南は二重堀・下末、北は小松寺・大字文津に接する。大字内は住宅街となっている。
小字としては、高松・宮浦・五明・宮前・西田・松林寺西・金井戸・洞庭・寅新田・西寺田・花塚・石子・諸端・下田・南新田・南屋敷・南浦・縣森・下一丁田・松本・東嶋・上一丁田・前田・下池田・中屋敷・北屋敷・西北野・東北野・上池田・文津前・向山・北反田・桶中・北八反田・菖蒲池・南八反田・大曲リ南・上池・池下・野田・上五反田・中五反田・下五反田があるが、丁目は設置されていない。
なお、小牧東田中郵便局は当大字内ではなく隣接する小牧原新田に設置されている。

### 河川
- 大山川

## 歴史
春日井郡（東春日井郡）東田中村を前身とする。江戸期は田中村で、春日井郡内に同名の田中村（通称:西田中村、清洲田中村。現・清須市西田中）があったため東田中村とも通称されていた。

### 沿革
- 明治初年 - 田中村が東田中村に改称[6]。
- 1889年（明治22年）10月1日 - 町村制施行・合併に伴い、東春日井郡味岡村大字東田中となる[6]。
- 1955年（昭和30年）1月1日 - 合併・市制施行に伴い、小牧市大字東田中となる[6]。
- 2008年（平成20年）11月15日 - 一部が小牧原三丁目となる[7]。

## 世帯数と人口
2019年（令和元年）6月1日現在の世帯数と人口は以下の通りである。
| 大字   | 世帯数    | 人口    |
| ------ | --------- | ------- |
| 東田中 | 2,044世帯 | 4,690人 |

### 人口の変遷
国勢調査による人口の推移
| 1995年（平成7年）  | 3,905人 | [ 8 ]  |  |
| 2000年（平成12年） | 4,113人 | [ 9 ]  |  |
| 2005年（平成17年） | 4,331人 | [ 10 ] |  |
| 2010年（平成22年） | 4,309人 | [ 11 ] |  |
| 2015年（平成27年） | 4,467人 | [ 12 ] |  |

## 小・中学校の学区
市立小・中学校に通う場合、学区は以下の通りとなる。
| 小学校                                | 中学校                                |
| ------------------------------------- | ------------------------------------- |
| 小牧市立味岡小学校 小牧市立米野小学校 | 小牧市立味岡中学校 小牧市立応時中学校 |

## 施設
- 三菱重工業名古屋誘導推進システム製作所
- 北愛知三菱自動車販売小牧東田中店
- 極東開発工業名古屋工場
- アロー流通サービス小牧営業所
- 小牧市クリーンセンター
- 小牧市シルバー人材センター
- 小牧住宅
  - 小牧住宅集会所
- 八所神社
- 大照寺
- 松林寺

## 交通

### 鉄道
- 名鉄小牧線 - 通過するのみである。
- 桃花台新交通桃花台線 - 廃線。

### 道路
- 東名高速道路
  - 通過するのみである。
- 国道155号（小牧一宮バイパス・北尾張中央道）

## その他

### 日本郵便
- 郵便番号 : 485-0826[3]（集配局：小牧郵便局[14]）。
- 郵便番号 : 485-8561（三菱重工業名古屋誘導推進システム本工場のみ）